# Zoran Tošić
Zoran Tošić (serbi: Зоран Тошић; nascut el 28 d'abril de 1987) és un futbolista serbi que juga de volant esquerre pel CSKA Moscou. Nascut en Zrenjanin, Tošić començà en l'equip local del Proleter Zrenjanin. Llavors s'uní al Budućnost Banatski Dvor, el qual aleshores se fusionaria amb el Proleter per formar el Banat Zrenjanin. Un any més tard, signà per l'equip serbi del FK Partizan, pels qui jugaria fins que dos anys després se aniria al Manchester United FC d'Anglaterra. Després d'un difícil començament en el primer equip dels Red Devils, va ser cedit 6 mesos al conjunt alemanys del 1. FC Köln en gener del 2010, i després transferit al CSKA Moscou de Rússia eixa mateix estiu.